# Thalictrum texanum
Thalictrum texanum là một loài thực vật có hoa trong họ Mao lương. Loài này được (E. Hall ex A. Gray) Small miêu tả khoa học đầu tiên năm 1903.